# Harangera, Shahpur
Harangera là một làng thuộc tehsil Shahpur, huyện Gulbarga, bang Karnataka, Ấn Độ.